# Jehošua Maca
Jehošua Maca (hebrejsky יהושע מצא‎; 8. srpna 1931 – 30. prosince 2020) byl izraelský politik a bývalý poslanec Knesetu za stranu Likud.

## Biografie
Narodil se v Jeruzalémě a v letech 1950–1952 sloužil v izraelské armádě, kde získal hodnost kapitána (Seren). Vystudoval střední školu v Jeruzalémě a získal vzdělání v oboru účetnictví. Pracoval jako účetní. Hovoří hebrejsky, arabsky, francouzsky, španělsky a anglicky.

## Politická dráha
V mládí působil v ozbrojených skupinách Lechi. V letech 1965–1985 byl členem samosprávy města Jeruzalém a v letech 1969–1979 působil jako místostarosta města. V letech 1981–1983 byl výkonným předsedou správní státní rady stavební firmy Šikun u-Pituach.
V izraelském parlamentu zasedl poprvé po volbách v roce 1984, kdy kandidoval za stranu Likud. Působil v parlamentním výboru státní kontroly a ve finančním výboru. Ve volbách v roce 1988 mandát obhájil. V průběhu následného volebního období působil ve výboru pro televizi a rozhlas a předsedal výboru pro záležitosti vnitra a životního prostředí. Opětovně byl zvolen ve volbách v roce 1992, po nichž si zachoval post předsedy výboru pro záležitosti vnitra a životního prostředí a člena výboru pro televizi a rozhlas. Ve volbách v roce 1996 mandát obhájil a by členem výboru pro zahraniční záležitosti a obranu.
Ve volbách v roce 1999 se znovu dočkal zvolení. Zasedal ve výboru pro ekonomické záležitosti, výboru pro zahraniční záležitosti a obranu a výboru státní kontroly. Na mandát člena Knesetu ale rezignoval v průběhu volebního období v únoru 2002 a odešel do soukromého sektoru. Nahradil ho Eli Kohen.
Zastával i vládní posty. V letech 1996–1999 byl ministrem zdravotnictví Izraele.